# Русско-американская конвенция (1824)
Русско-американская конвенция о дружественных связях, торговле, мореплавании и рыбной ловле 1824 года — конвенция, подписанная 5 (17) апреля 1824 года в Санкт-Петербурге Россией и США с целью упорядочения отношений между двумя государствами в северо-западной части Северной Америки.
Вследствие конвенций с Соединенными Штатами, от 1824 года, а позже и с Англией, от 1825 года, иностранцам был вновь открыт доступ в Российско-американские владения.

## Предыстория
Переговоры с Соединенными Штатами об упорядочении отношений в северо-западной части Северной Америки велись по инициативе Российско-американской компании ещё с 1808 года. Поводом для этого послужило проникновение на территорию российских владений на Аляске американских торговых и пушных компаний, вооружавших туземцев для борьбы с русскими поселенцами. Долгое время, однако, эти переговоры не приносили практических результатов.
4 (16) сентября 1821 года Всероссийский император Александр I выпустил указ, расширявший российские владения в Америке до 51-й параллели. Указ также запрещал иностранную торговлю с русскими колонистами и индейцами, обитавшими на территории Русской Америки. Новая граница Русской Америки и запрет на торговлю вызвали в США и Англии серьёзное недовольство. Российское правительство, не желая обострения отношений с ними, предложило провести трёхсторонние переговоры по урегулированию взаимных претензий. До окончания переговоров российская сторона обязалась не придерживаться положений указа.
Именно в ходе этих переговоров летом 1823 года до российского правительства было доведено намерение США выдвинуть в качестве одного из принципов своей внешней политики тезис «Америка для американцев», впоследствии оформленный в виде Доктрины Монро.
Из послания президента США Джеймса Монро Конгрессу 2 декабря 1823 г.:

«По предложению Российского императорского правительства… посланнику Соединенных Штатов в Санкт-Петербурге даны все полномочия и инструкции касательно вступления в дружественные переговоры о взаимных правах и интересах двух держав на северо-западном побережье нашего континента… В ходе переговоров… и в договоренностях, которые могут быть достигнуты, было сочтено целесообразным воспользоваться случаем для утверждения в качестве принципа, касающегося прав и интересов Соединенных Штатов, того положения, что американские континенты, добившиеся свободы и независимости и оберегающие их, отныне не должны рассматриваться как объект будущей колонизации со стороны любых европейских держав».

## Условия соглашения
Конвенция 1824 года зафиксировала южную границу владений Российской империи в Аляске на широте 54°40’ с. ш. Согласно конвенции, севернее этой границы обязались не селиться американцы, а южнее — русские.
Рыбная ловля и плавание вдоль побережья Тихого океана были объявлены на 10 лет открытыми для судов обеих держав.
Конвенция также подтверждала (до 1846 года) владения Соединённых Штатов и Великобритании в Орегоне.